# Římskokatolická farnost Vyskytná nad Jihlavou
 Římskokatolická farnost Vyskytná nad Jihlavou je územní společenství římských katolíků v děkanství jihlavském v diecézi brněnské s farním kostelem svatého Vavřince.

## Historie farnosti
První písemná zmínka o kostele pochází z roku 1352. Postaven byl v gotickém slohu, dodnes se dochoval gotický portál do sakristie a gotická žebrová klenba s triumfálním obloukem nad presbytářem. Barokně byl kostel přestavěn v roce 1709, upraveny byly fasády kostela a krov, interiér lodi i presbytáře byl vybaven podlahou z dlaždic a kamenů.
Farnost byla k 1. lednu 2013 převedena z českobudějovické do brněnské diecéze a tím též z české do moravské církevní provincie. Většina území farnosti se nicméně nachází v Čechách.

## Duchovní správci
Administrátorem excurrendo byl od září 2013 do července 2017 P. ThLic. Petr Ivan Božik, O.Praem. Novým administrátorem excurrendo se od srpna 2017 stal P. Mgr. Vavřinec Martin Šiplák, O.Praem. K 1. červenci 2020 ho vystřídal v této funkci D. Kamil Václav Sovadina, OPraem.

## Bohoslužby
| Kostel           | Místo                 | Bohoslužba (den) | Hodina | Poznámka     |
| ---------------- | --------------------- | ---------------- | ------ | ------------ |
| svatého Vavřince | Vyskytná nad Jihlavou | neděle           | 11.00  | farní kostel |

## Aktivity ve farnosti
Pravidelně se ve farnosti koná tříkrálová sbírka. Farnost se zapojila do projektu Adopce na dálku.